# سیارک ۵۱۲۱
سیارک ۵۱۲۱ (به انگلیسی: 5121 Numazawa، نامگذاری:1989AX1) پنج هزار و صد و بیست و یکمین سیارک کشف شده‌است که در ۱۵ ژانویه ۱۹۸۹ کشف شد.
قدر مطلق سیارک برابر ۱۳٫۲۰ است.